# EAQUA
eAQUA (Extraktion von strukturiertem Wissen aus Antiken Quellen für die Altertumswissenschaft) ist ein Portal, das Tools zur Anwendung in den historischen Sprachen Griechisch und Latein bereitstellt. Es wird vom Lehrstuhl für Alte Geschichte, Historisches Seminar der Universität Leipzig betrieben und ist aus dem eAQUA Projekt hervorgegangen.
Das eAQUA Projekt ist ein vom Bundesministerium für Bildung und Forschung im Zeitraum 2008–2013 im Rahmen der eHumanties-Initiativen gefördertes Projekt der Digital Humanities an der Universität Leipzig gewesen. Altertumswissenschaftler, Frühneuzeitforscher und Informatiker haben in dem Projektverbund gemeinsam Werkzeuge aus dem Bereich Text Mining adaptiert mit dem Ziel, semantische Zusammenhänge, Abhängigkeiten, Einflüsse und Transferwege in abgeschlossenen Text-Korpora zu erkennen. Konkreter Gegenstand waren fachspezifische, digitalisierte Texte in den historischen Sprachen Griechisch und Latein, wie sie beispielsweise in den Editionen des Thesaurus Linguae Graecae (TLG), des Packard Humanities Institute (PHI), der Bibliotheca Teubneriana Latina (BTL) oder Digitalisierungsprojekten wie der Perseus Digital Library vorkommen.